# Rhyssemus mexicanus
Rhyssemus mexicanus är en skalbaggsart som beskrevs av Hinton 1934. Rhyssemus mexicanus ingår i släktet Rhyssemus och familjen Aphodiidae. Inga underarter finns listade i Catalogue of Life.